# Otho (Iowa)
Otho – miasto w Stanach Zjednoczonych, w stanie Iowa, w hrabstwie Webster. Zgodnie ze spisem statystycznym z 2000 roku, miasto liczyło 571 mieszkańców.